# İrina Zaretska
İrina Zaretska (în ucraineană Ірина Зарецька, transliterat: Irîna Zarețka; n. 4 martie 1996, Odesa, Ucraina) este o sportivă ce a reprezentat Ucraina și ulterior Azerbaidjan, medaliată olimpică. A participat la o ediție a Jocurilor Olimpice (2020) în care a câștigat o medalie de argint.